# Rhesala
Rhesala é um gênero de traça pertencente à família Arctiidae.